# Lista över fornlämningar i Norrtälje kommun (Gottröra)
Lista över fornlämningar i Norrtälje kommun (Gottröra) är en förteckning av ett urval av de fornlämningar som finns i Gottröra i Norrtälje kommun.
| Namn                                | Lämningstyp                 | Tillkomsttid | Historisk indelning | Plats | Läge                 | ID-nr          | Bild                                 |
| ----------------------------------- | --------------------------- | ------------ | ------------------- | ----- | -------------------- | -------------- | ------------------------------------ |
| Gottröra 4:1                        | Stensättning                |              | Gottröra, Uppland   |       | 59.754634, 18.136266 | 10002300040001 | Ladda upp en bild av detta fornminne |
| Gottröra 4:2                        | Stensättning                |              | Gottröra, Uppland   |       | 59.754547, 18.136466 | 10002300040002 | Ladda upp en bild av detta fornminne |
| Gottröra 4:3                        | Stensättning                |              | Gottröra, Uppland   |       | 59.754543, 18.136193 | 10002300040003 | Ladda upp en bild av detta fornminne |
| Gottröra 5:1                        | Hög                         |              | Gottröra, Uppland   |       | 59.754860, 18.134779 | 10002300050001 | Ladda upp en bild av detta fornminne |
| Gottröra 7:1                        | Gravfält                    |              | Gottröra, Uppland   |       | 59.756137, 18.134833 | 10002300070001 | Ladda upp en bild av detta fornminne |
| Gottröra 8:1                        | Hög                         |              | Gottröra, Uppland   |       | 59.755302, 18.134572 | 10002300080001 | Ladda upp en bild av detta fornminne |
| Gottröra 12:1                       | Gravfält                    |              | Gottröra, Uppland   |       | 59.761262, 18.130251 | 10002300120001 | Ladda upp en bild av detta fornminne |
| Gottröra 12:2                       | Hällristning                |              | Gottröra, Uppland   |       | 59.761480, 18.130119 | 10002300120002 | Ladda upp en bild av detta fornminne |
| Gottröra 13:1                       | Hällristning                |              | Gottröra, Uppland   |       | 59.760445, 18.130417 | 10002300130001 | Ladda upp en bild av detta fornminne |
| Gottröra 13:2                       | Hällristning                |              | Gottröra, Uppland   |       | 59.760609, 18.130435 | 10002300130002 | Ladda upp en bild av detta fornminne |
| Gottröra 13:3                       | Hällristning                |              | Gottröra, Uppland   |       | 59.760483, 18.130306 | 10002300130003 | Ladda upp en bild av detta fornminne |
| Gottröra 13:4                       | Hällristning                |              | Gottröra, Uppland   |       | 59.760665, 18.130656 | 10002300130004 | Ladda upp en bild av detta fornminne |
| Gottröra 13:5                       | Hällristning                |              | Gottröra, Uppland   |       | 59.760545, 18.130744 | 10002300130005 | Ladda upp en bild av detta fornminne |
| Gottröra 13:6                       | Hällristning                |              | Gottröra, Uppland   |       | 59.760674, 18.130819 | 10002300130006 | Ladda upp en bild av detta fornminne |
| Gottröra 13:7                       | Stensättning                |              | Gottröra, Uppland   |       | 59.760623, 18.130721 | 10002300130007 | Ladda upp en bild av detta fornminne |
| Gottröra 13:8                       | Stensättning                |              | Gottröra, Uppland   |       | 59.760582, 18.130597 | 10002300130008 | Ladda upp en bild av detta fornminne |
| Gottröra 13:9                       | Stensättning                |              | Gottröra, Uppland   |       | 59.760521, 18.130494 | 10002300130009 | Ladda upp en bild av detta fornminne |
| Gottröra 13:10                      | Stensättning                |              | Gottröra, Uppland   |       | 59.760555, 18.130717 | 10002300130010 | Ladda upp en bild av detta fornminne |
| Gottröra 14:1                       | Hällristning                |              | Gottröra, Uppland   |       | 59.760231, 18.132861 | 10002300140001 | Ladda upp en bild av detta fornminne |
| Gottröra 14:4                       | Hällristning                |              | Gottröra, Uppland   |       | 59.760324, 18.132747 | 10002300140004 | Ladda upp en bild av detta fornminne |
| Gottröra 15:3                       | Hällristning                |              | Gottröra, Uppland   |       | 59.759205, 18.129008 | 10002300150003 | Ladda upp en bild av detta fornminne |
| Gottröra 15:4                       | Hällristning                |              | Gottröra, Uppland   |       | 59.759166, 18.129115 | 10002300150004 | Ladda upp en bild av detta fornminne |
| Gottröra 15:5                       | Hällristning                |              | Gottröra, Uppland   |       | 59.759166, 18.128912 | 10002300150005 | Ladda upp en bild av detta fornminne |
| Gottröra 16:1                       | Gravfält                    |              | Gottröra, Uppland   |       | 59.760137, 18.144900 | 10002300160001 | Ladda upp en bild av detta fornminne |
| Gottröra 17:1                       | Hög                         |              | Gottröra, Uppland   |       | 59.757187, 18.147788 | 10002300170001 | Ladda upp en bild av detta fornminne |
| Gottröra 19:1                       | Stensättning                |              | Gottröra, Uppland   |       | 59.757885, 18.128938 | 10002300190001 | Ladda upp en bild av detta fornminne |
| Gottröra 19:2                       | Stensättning                |              | Gottröra, Uppland   |       | 59.757818, 18.129206 | 10002300190002 | Ladda upp en bild av detta fornminne |
| Gottröra 19:3                       | Stensättning                |              | Gottröra, Uppland   |       | 59.758148, 18.129599 | 10002300190003 | Ladda upp en bild av detta fornminne |
| Gottröra 19:4                       | Stensättning                |              | Gottröra, Uppland   |       | 59.758119, 18.129820 | 10002300190004 | Ladda upp en bild av detta fornminne |
| Gottröra 20:1                       | Hällristning                |              | Gottröra, Uppland   |       | 59.759140, 18.130733 | 10002300200001 | Ladda upp en bild av detta fornminne |
| Gottröra 20:2                       | Hällristning                |              | Gottröra, Uppland   |       | 59.759277, 18.131391 | 10002300200002 | Ladda upp en bild av detta fornminne |
| Gottröra 21:1                       | Gravfält                    |              | Gottröra, Uppland   |       | 59.755149, 18.144901 | 10002300210001 | Ladda upp en bild av detta fornminne |
| Gottröra 22:1                       | Stensättning                |              | Gottröra, Uppland   |       | 59.756443, 18.136629 | 10002300220001 | Ladda upp en bild av detta fornminne |
| Gottröra 22:2                       | Stensättning                |              | Gottröra, Uppland   |       | 59.756300, 18.136856 | 10002300220002 | Ladda upp en bild av detta fornminne |
| Gottröra 23:1                       | Gravfält                    |              | Gottröra, Uppland   |       | 59.752748, 18.147463 | 10002300230001 | Ladda upp en bild av detta fornminne |
| Gottröra 25:1                       | Hög                         |              | Gottröra, Uppland   |       | 59.753646, 18.147577 | 10002300250001 | Ladda upp en bild av detta fornminne |
| Gottröra 26:1                       | Stensättning                |              | Gottröra, Uppland   |       | 59.754136, 18.146635 | 10002300260001 | Ladda upp en bild av detta fornminne |
| Gottröra 26:2                       | Stensättning                |              | Gottröra, Uppland   |       | 59.754037, 18.146891 | 10002300260002 | Ladda upp en bild av detta fornminne |
| Gottröra 27:1                       | Stensättning                |              | Gottröra, Uppland   |       | 59.755512, 18.147107 | 10002300270001 | Ladda upp en bild av detta fornminne |
| Gottröra 27:2                       | Stensättning                |              | Gottröra, Uppland   |       | 59.755418, 18.147063 | 10002300270002 | Ladda upp en bild av detta fornminne |
| Gottröra 27:3                       | Stensättning                |              | Gottröra, Uppland   |       | 59.755285, 18.147091 | 10002300270003 | Ladda upp en bild av detta fornminne |
| Gottröra 28:1                       | Stensättning                |              | Gottröra, Uppland   |       | 59.752320, 18.147485 | 10002300280001 | Ladda upp en bild av detta fornminne |
| Gottröra 29:1                       | Stensättning                |              | Gottröra, Uppland   |       | 59.754662, 18.147987 | 10002300290001 | Ladda upp en bild av detta fornminne |
| Gottröra 29:2                       | Stensättning                |              | Gottröra, Uppland   |       | 59.754477, 18.147748 | 10002300290002 | Ladda upp en bild av detta fornminne |
| Gottröra 30:1                       | Gravfält                    |              | Gottröra, Uppland   |       | 59.753481, 18.150369 | 10002300300001 | Ladda upp en bild av detta fornminne |
| Gottröra 33:1                       | Stensättning                |              | Gottröra, Uppland   |       | 59.749580, 18.140885 | 10002300330001 | Ladda upp en bild av detta fornminne |
| Gottröra 33:2                       | Stensättning                |              | Gottröra, Uppland   |       | 59.749534, 18.141335 | 10002300330002 | Ladda upp en bild av detta fornminne |
| Gottröra 33:4                       | Stensättning                |              | Gottröra, Uppland   |       | 59.749908, 18.141214 | 10002300330004 | Ladda upp en bild av detta fornminne |
| Gottröra 33:5                       | Stensättning                |              | Gottröra, Uppland   |       | 59.750030, 18.141308 | 10002300330005 | Ladda upp en bild av detta fornminne |
| Gottröra 34:1                       | Stensättning                |              | Gottröra, Uppland   |       | 59.751086, 18.140186 | 10002300340001 | Ladda upp en bild av detta fornminne |
| Gottröra 35:1                       | Stensättning                |              | Gottröra, Uppland   |       | 59.754327, 18.127703 | 10002300350001 | Ladda upp en bild av detta fornminne |
| Gottröra 35:2                       | Stensättning                |              | Gottröra, Uppland   |       | 59.754207, 18.127694 | 10002300350002 | Ladda upp en bild av detta fornminne |
| Gottröra 38:1                       | Stensättning                |              | Gottröra, Uppland   |       | 59.754711, 18.149096 | 10002300380001 | Ladda upp en bild av detta fornminne |
| Gottröra 38:2                       | Stensättning                |              | Gottröra, Uppland   |       | 59.754795, 18.149010 | 10002300380002 | Ladda upp en bild av detta fornminne |
| Gottröra 39:1                       | Stensättning                |              | Gottröra, Uppland   |       | 59.754654, 18.150541 | 10002300390001 | Ladda upp en bild av detta fornminne |
| Gottröra 41:1                       | Röse                        |              | Gottröra, Uppland   |       | 59.740956, 18.089544 | 10002300410001 | Ladda upp en bild av detta fornminne |
| Gottröra 42:1                       | Stensättning                |              | Gottröra, Uppland   |       | 59.743825, 18.096627 | 10002300420001 | Ladda upp en bild av detta fornminne |
| Gottröra 44:1                       | Hög                         |              | Gottröra, Uppland   |       | 59.743622, 18.126654 | 10002300440001 | Ladda upp en bild av detta fornminne |
| Gottröra 47:1                       | Hällristning                |              | Gottröra, Uppland   |       | 59.760304, 18.131197 | 10002300470001 | Ladda upp en bild av detta fornminne |
| Gottröra 49:1                       | Hög                         |              | Gottröra, Uppland   |       | 59.743421, 18.137158 | 10002300490001 | Ladda upp en bild av detta fornminne |
| Gottröra 49:2                       | Stensättning                |              | Gottröra, Uppland   |       | 59.743299, 18.137089 | 10002300490002 | Ladda upp en bild av detta fornminne |
| Gottröra 49:3                       | Stensättning                |              | Gottröra, Uppland   |       | 59.743177, 18.136988 | 10002300490003 | Ladda upp en bild av detta fornminne |
| Gottröra 57:1                       | Hällristning                |              | Gottröra, Uppland   |       | 59.740247, 18.190279 | 10002300570001 | Ladda upp en bild av detta fornminne |
| Gottröra 65:1                       | Hällristning                |              | Gottröra, Uppland   |       | 59.741637, 18.126725 | 10002300650001 | Ladda upp en bild av detta fornminne |
| Gottröra 65:2                       | Hällristning                |              | Gottröra, Uppland   |       | 59.741591, 18.126935 | 10002300650002 | Ladda upp en bild av detta fornminne |
| Gottröra 65:3                       | Hällristning                |              | Gottröra, Uppland   |       | 59.741484, 18.126858 | 10002300650003 | Ladda upp en bild av detta fornminne |
| Gottröra 65:4                       | Hällristning                |              | Gottröra, Uppland   |       | 59.741429, 18.127040 | 10002300650004 | Ladda upp en bild av detta fornminne |
| Gottröra 67:1                       | Hällristning                |              | Gottröra, Uppland   |       | 59.755474, 18.139618 | 10002300670001 | Ladda upp en bild av detta fornminne |
| Gottröra 68:1                       | Hällristning                |              | Gottröra, Uppland   |       | 59.760901, 18.130191 | 10002300680001 | Ladda upp en bild av detta fornminne |
| Gottröra 101:1                      | Runristning                 |              | Gottröra, Uppland   |       | 59.727558, 18.210944 | 10002301010001 | Ladda upp en bild av detta fornminne |
| Gottröra 102:1                      | Gravfält                    |              | Gottröra, Uppland   |       | 59.738869, 18.206967 | 10002301020001 | Ladda upp en bild av detta fornminne |
| Gottröra 103:1                      | Stensättning                |              | Gottröra, Uppland   |       | 59.737835, 18.206324 | 10002301030001 | Ladda upp en bild av detta fornminne |
| Gottröra 104:1                      | Gravfält                    |              | Gottröra, Uppland   |       | 59.730346, 18.207216 | 10002301040001 | Ladda upp en bild av detta fornminne |
| Gottröra 107:1                      | Stensättning                |              | Gottröra, Uppland   |       | 59.738773, 18.199633 | 10002301070001 | Ladda upp en bild av detta fornminne |
| Gottröra 108:1                      | Hällristning                |              | Gottröra, Uppland   |       | 59.738396, 18.198164 | 10002301080001 | Ladda upp en bild av detta fornminne |
| Gottröra 110:1                      | Gravfält                    |              | Gottröra, Uppland   |       | 59.739748, 18.163382 | 10002301100001 | Ladda upp en bild av detta fornminne |
| Gottröra 111:1                      | Hög                         |              | Gottröra, Uppland   |       | 59.740271, 18.173285 | 10002301110001 | Ladda upp en bild av detta fornminne |
| Gottröra 111:2                      | Hällristning                |              | Gottröra, Uppland   |       | 59.740208, 18.173433 | 10002301110002 | Ladda upp en bild av detta fornminne |
| Gottröra 111:3                      | Hällristning                |              | Gottröra, Uppland   |       | 59.740405, 18.172883 | 10002301110003 | Ladda upp en bild av detta fornminne |
| Gottröra 112:1                      | Gravfält                    |              | Gottröra, Uppland   |       | 59.740241, 18.174871 | 10002301120001 | Ladda upp en bild av detta fornminne |
| Gottröra 112:2                      | Hällristning                |              | Gottröra, Uppland   |       | 59.740445, 18.174725 | 10002301120002 | Ladda upp en bild av detta fornminne |
| Gottröra 113:1                      | Stensättning                |              | Gottröra, Uppland   |       | 59.728121, 18.211198 | 10002301130001 | Ladda upp en bild av detta fornminne |
| Kyrkbacken (Gottröra 117:1)         | Stensättning                |              | Gottröra, Uppland   |       | 59.735997, 18.181366 | 10002301170001 | Ladda upp en bild av detta fornminne |
| Gottröra 120:1                      | Stensättning                |              | Gottröra, Uppland   |       | 59.730352, 18.190332 | 10002301200001 | Ladda upp en bild av detta fornminne |
| Gottröra 120:2                      | Stensättning                |              | Gottröra, Uppland   |       | 59.730284, 18.190045 | 10002301200002 | Ladda upp en bild av detta fornminne |
| Gottröra 122:1                      | Stensättning                |              | Gottröra, Uppland   |       | 59.727692, 18.195588 | 10002301220001 | Ladda upp en bild av detta fornminne |
| Gottröra 122:2                      | Stensättning                |              | Gottröra, Uppland   |       | 59.727794, 18.195752 | 10002301220002 | Ladda upp en bild av detta fornminne |
| Gottröra 123:1                      | Stensättning                |              | Gottröra, Uppland   |       | 59.726505, 18.198330 | 10002301230001 | Ladda upp en bild av detta fornminne |
| Gottröra 125:1                      | Hög                         |              | Gottröra, Uppland   |       | 59.727741, 18.197214 | 10002301250001 | Ladda upp en bild av detta fornminne |
| Gottröra 126:1                      | Stensättning                |              | Gottröra, Uppland   |       | 59.723485, 18.195759 | 10002301260001 | Ladda upp en bild av detta fornminne |
| Gottröra 126:2                      | Stensättning                |              | Gottröra, Uppland   |       | 59.723613, 18.195977 | 10002301260002 | Ladda upp en bild av detta fornminne |
| Rickebybacken (Gottröra 128:1)      | Gravfält                    |              | Gottröra, Uppland   |       | 59.727785, 18.191259 | 10002301280001 | Ladda upp en bild av detta fornminne |
| Gottröra 130:1                      | Stensättning                |              | Gottröra, Uppland   |       | 59.775113, 18.114421 | 10002301300001 | Ladda upp en bild av detta fornminne |
| Gottröra 130:2                      | Stensättning                |              | Gottröra, Uppland   |       | 59.775144, 18.114591 | 10002301300002 | Ladda upp en bild av detta fornminne |
| Gottröra 130:3                      | Stensättning                |              | Gottröra, Uppland   |       | 59.775173, 18.114323 | 10002301300003 | Ladda upp en bild av detta fornminne |
| Gottröra 130:4                      | Hällristning                |              | Gottröra, Uppland   |       | 59.775186, 18.114445 | 10002301300004 | Ladda upp en bild av detta fornminne |
| Gottröra 131:1                      | Stensättning                |              | Gottröra, Uppland   |       | 59.776426, 18.110855 | 10002301310001 | Ladda upp en bild av detta fornminne |
| Gottröra 131:2                      | Stensättning                |              | Gottröra, Uppland   |       | 59.776538, 18.110933 | 10002301310002 | Ladda upp en bild av detta fornminne |
| Gottröra 131:3                      | Stensättning                |              | Gottröra, Uppland   |       | 59.776523, 18.111081 | 10002301310003 | Ladda upp en bild av detta fornminne |
| Gottröra 132:1                      | Stensättning                |              | Gottröra, Uppland   |       | 59.776857, 18.111637 | 10002301320001 | Ladda upp en bild av detta fornminne |
| Gottröra 136:1                      | Gravfält                    |              | Gottröra, Uppland   |       | 59.733727, 18.198039 | 10002301360001 | Ladda upp en bild av detta fornminne |
| Gottröra 138:1                      | Stensättning                |              | Gottröra, Uppland   |       | 59.776681, 18.112604 | 10002301380001 | Ladda upp en bild av detta fornminne |
| Gottröra 140:1                      | Stensättning                |              | Gottröra, Uppland   |       | 59.722578, 18.188568 | 10002301400001 | Ladda upp en bild av detta fornminne |
| Gottröra 141:1                      | Stensättning                |              | Gottröra, Uppland   |       | 59.728090, 18.195512 | 10002301410001 | Ladda upp en bild av detta fornminne |
| Gottröra 145:1                      | Grav markerad av sten/block |              | Gottröra, Uppland   |       | 59.740451, 18.176037 | 10002301450001 | Ladda upp en bild av detta fornminne |
| Gottröra 146:1                      | Hällristning                |              | Gottröra, Uppland   |       | 59.740642, 18.155638 | 10002301460001 | Ladda upp en bild av detta fornminne |
| Gottröra 147:1                      | Hällristning                |              | Gottröra, Uppland   |       | 59.742043, 18.152009 | 10002301470001 | Ladda upp en bild av detta fornminne |
| Gottröra 201:1                      | Hög                         |              | Gottröra, Uppland   |       | 59.743429, 18.125955 | 10002302010001 | Ladda upp en bild av detta fornminne |
| Gottröra 202:1                      | Gravfält                    |              | Gottröra, Uppland   |       | 59.745072, 18.119376 | 10002302020001 | Ladda upp en bild av detta fornminne |
| Gottröra 203:1                      | Stensättning                |              | Gottröra, Uppland   |       | 59.745457, 18.120406 | 10002302030001 | Ladda upp en bild av detta fornminne |
| Gottröra 204:1                      | Gravfält                    |              | Gottröra, Uppland   |       | 59.744261, 18.135092 | 10002302040001 | Ladda upp en bild av detta fornminne |
| Gottröra 204:2                      | Hällristning                |              | Gottröra, Uppland   |       | 59.744165, 18.135039 | 10002302040002 | Ladda upp en bild av detta fornminne |
| Klunshögen (Nr 1?) (Gottröra 205:1) | Hög                         |              | Gottröra, Uppland   |       | 59.745559, 18.137828 | 10002302050001 | Ladda upp en bild av detta fornminne |
| Klunshögen (Nr 1?) (Gottröra 205:2) | Hög                         |              | Gottröra, Uppland   |       | 59.745490, 18.138222 | 10002302050002 | Ladda upp en bild av detta fornminne |
| Gottröra 206:1                      | Gravfält                    |              | Gottröra, Uppland   |       | 59.744221, 18.137356 | 10002302060001 | Ladda upp en bild av detta fornminne |
| Gottröra 207:1                      | Hög                         |              | Gottröra, Uppland   |       | 59.743188, 18.138061 | 10002302070001 | Ladda upp en bild av detta fornminne |
| Gottröra 207:2                      | Stensättning                |              | Gottröra, Uppland   |       | 59.743161, 18.137845 | 10002302070002 | Ladda upp en bild av detta fornminne |
| Gottröra 207:3                      | Stensättning                |              | Gottröra, Uppland   |       | 59.743110, 18.138148 | 10002302070003 | Ladda upp en bild av detta fornminne |
| Gottröra 208:1                      | Hög                         |              | Gottröra, Uppland   |       | 59.742457, 18.138347 | 10002302080001 | Ladda upp en bild av detta fornminne |
| Gottröra 209:1                      | Stensättning                |              | Gottröra, Uppland   |       | 59.741470, 18.140030 | 10002302090001 | Ladda upp en bild av detta fornminne |
| Gottröra 210:1                      | Gravfält                    |              | Gottröra, Uppland   |       | 59.741267, 18.121871 | 10002302100001 | Ladda upp en bild av detta fornminne |
| Gottröra 211:1                      | Stensättning                |              | Gottröra, Uppland   |       | 59.741852, 18.122401 | 10002302110001 | Ladda upp en bild av detta fornminne |
| Gastbacken (Gottröra 212:1)         | Hög                         |              | Gottröra, Uppland   |       | 59.738370, 18.122076 | 10002302120001 | Ladda upp en bild av detta fornminne |
| Gottröra 213:1                      | Röse                        |              | Gottröra, Uppland   |       | 59.738653, 18.124402 | 10002302130001 | Ladda upp en bild av detta fornminne |
| Gottröra 214:1                      | Gravfält                    |              | Gottröra, Uppland   |       | 59.732267, 18.122171 | 10002302140001 | Ladda upp en bild av detta fornminne |
| Gottröra 217:1                      | Gravfält                    |              | Gottröra, Uppland   |       | 59.730659, 18.124683 | 10002302170001 | Ladda upp en bild av detta fornminne |
| Gottröra 219:1                      | Stensättning                |              | Gottröra, Uppland   |       | 59.729556, 18.130235 | 10002302190001 | Ladda upp en bild av detta fornminne |
| Gottröra 220:1                      | Stensättning                |              | Gottröra, Uppland   |       | 59.727256, 18.117441 | 10002302200001 | Ladda upp en bild av detta fornminne |
| Gottröra 221:1                      | Gravfält                    |              | Gottröra, Uppland   |       | 59.725670, 18.142945 | 10002302210001 | Ladda upp en bild av detta fornminne |
| Gottröra 222:1                      | Stensättning                |              | Gottröra, Uppland   |       | 59.725081, 18.143384 | 10002302220001 | Ladda upp en bild av detta fornminne |
| Gottröra 223:1                      | Gravfält                    |              | Gottröra, Uppland   |       | 59.724605, 18.144236 | 10002302230001 | Ladda upp en bild av detta fornminne |
| Gottröra 224:1                      | Gravfält                    |              | Gottröra, Uppland   |       | 59.726545, 18.143694 | 10002302240001 | Ladda upp en bild av detta fornminne |
| Gottröra 225:1                      | Gravfält                    |              | Gottröra, Uppland   |       | 59.728298, 18.142992 | 10002302250001 | Ladda upp en bild av detta fornminne |
| Gottröra 228:1                      | Stensättning                |              | Gottröra, Uppland   |       | 59.742882, 18.117165 | 10002302280001 | Ladda upp en bild av detta fornminne |
| Gottröra 229:1                      | Stensättning                |              | Gottröra, Uppland   |       | 59.743540, 18.115892 | 10002302290001 | Ladda upp en bild av detta fornminne |
| Gottröra 229:2                      | Stensättning                |              | Gottröra, Uppland   |       | 59.743397, 18.116143 | 10002302290002 | Ladda upp en bild av detta fornminne |
| Gottröra 229:3                      | Stensättning                |              | Gottröra, Uppland   |       | 59.743261, 18.116188 | 10002302290003 | Ladda upp en bild av detta fornminne |
| Gottröra 230:3                      | Stensättning                |              | Gottröra, Uppland   |       | 59.745253, 18.110195 | 10002302300003 | Ladda upp en bild av detta fornminne |
| Gottröra 232:1                      | Gravfält                    |              | Gottröra, Uppland   |       | 59.746019, 18.112954 | 10002302320001 | Ladda upp en bild av detta fornminne |
| Gottröra 233:1                      | Stensättning                |              | Gottröra, Uppland   |       | 59.746290, 18.113586 | 10002302330001 | Ladda upp en bild av detta fornminne |
| Gottröra 233:2                      | Stensättning                |              | Gottröra, Uppland   |       | 59.746340, 18.113758 | 10002302330002 | Ladda upp en bild av detta fornminne |
| Gottröra 233:3                      | Stensättning                |              | Gottröra, Uppland   |       | 59.746263, 18.113815 | 10002302330003 | Ladda upp en bild av detta fornminne |
| Gottröra 234:1                      | Stensättning                |              | Gottröra, Uppland   |       | 59.747255, 18.113054 | 10002302340001 | Ladda upp en bild av detta fornminne |
| Gottröra 234:2                      | Stensättning                |              | Gottröra, Uppland   |       | 59.747163, 18.113007 | 10002302340002 | Ladda upp en bild av detta fornminne |
| Gottröra 234:3                      | Stensättning                |              | Gottröra, Uppland   |       | 59.747113, 18.112836 | 10002302340003 | Ladda upp en bild av detta fornminne |
| Gottröra 235:1                      | Gravfält                    |              | Gottröra, Uppland   |       | 59.745775, 18.111007 | 10002302350001 | Ladda upp en bild av detta fornminne |
| Gottröra 236:1                      | Stensättning                |              | Gottröra, Uppland   |       | 59.746687, 18.110493 | 10002302360001 | Ladda upp en bild av detta fornminne |
| Gottröra 237:1                      | Stensättning                |              | Gottröra, Uppland   |       | 59.746078, 18.107149 | 10002302370001 | Ladda upp en bild av detta fornminne |
| Gottröra 238:1                      | Gravfält                    |              | Gottröra, Uppland   |       | 59.743926, 18.105131 | 10002302380001 | Ladda upp en bild av detta fornminne |
| Gottröra 239:1                      | Gravfält                    |              | Gottröra, Uppland   |       | 59.743770, 18.100766 | 10002302390001 | Ladda upp en bild av detta fornminne |
| Gottröra 240:1                      | Gravfält                    |              | Gottröra, Uppland   |       | 59.744196, 18.097720 | 10002302400001 | Ladda upp en bild av detta fornminne |
| Gottröra 243:1                      | Stensättning                |              | Gottröra, Uppland   |       | 59.744890, 18.094870 | 10002302430001 | Ladda upp en bild av detta fornminne |
| Gottröra 243:2                      | Stensättning                |              | Gottröra, Uppland   |       | 59.745031, 18.094901 | 10002302430002 | Ladda upp en bild av detta fornminne |
| Gottröra 243:4                      | Stensättning                |              | Gottröra, Uppland   |       | 59.744775, 18.095061 | 10002302430004 | Ladda upp en bild av detta fornminne |
| Gottröra 244:1                      | Fornborg                    |              | Gottröra, Uppland   |       | 59.749296, 18.092219 | 10002302440001 | Ladda upp en bild av detta fornminne |
| Gottröra 256                        | Begravningsplats            |              | Gottröra, Uppland   |       | 59.740605, 18.158088 | 12000000130835 | Ladda upp en bild av detta fornminne |